# Tomba della Caccia e Pesca

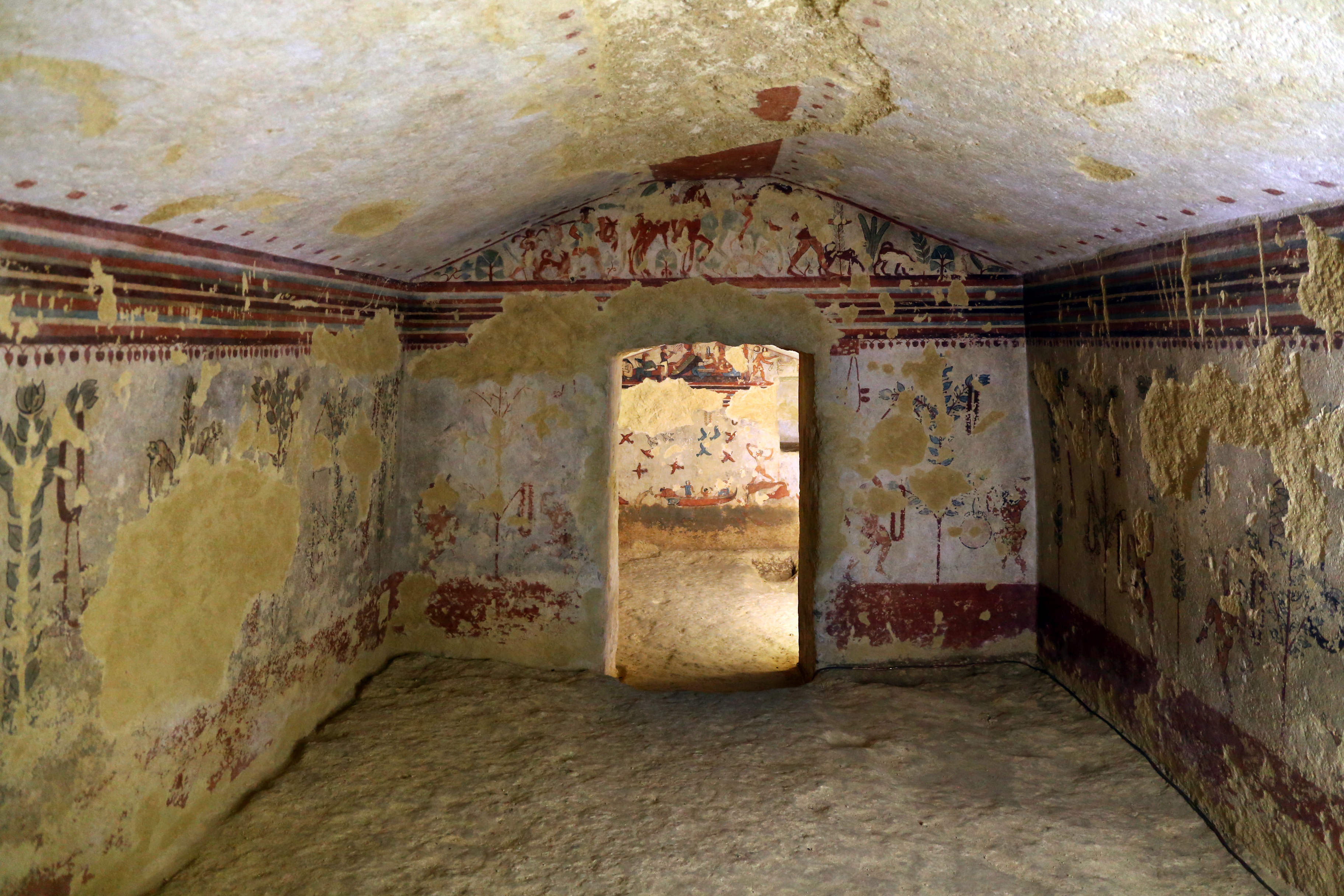
Tomba della Caccia e Pesca

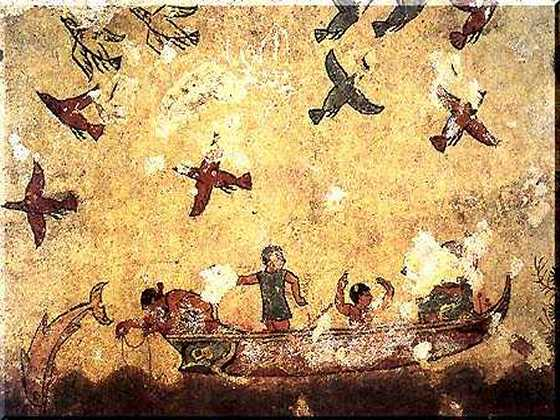
Die Fischerszene aus dem Grab

Die etruskische Tomba della Caccia e Pesca („Grab der Jagd und Fischerei“) in der Monterozzi-Nekropole bei Tarquinia in Italien wurde 1873 entdeckt. Das Grab ist vor allem wegen seiner Wandmalereien bekannt. Es datiert in das letzte Viertel des sechsten Jahrhunderts v. Chr. Die Szenen im Grab sind nicht sehr gut erhalten, überraschen aber durch ihre Lebendigkeit. Das Grab ist heute eine beliebte Touristenattraktion in Tarquinia.
Das Grab besteht aus zwei Kammern. An der Decke der ersten Kammer ist roter Mittelbalken gemalt. Auf den Wänden finden sich vor allem Bäume wiedergegeben, zwischen denen sich Tänzer bewegen. Die zweite, dahinterliegende Kammer war die Grabkammer, in der die Toten niedergelegt wurden. Sie ist mit einer Meereslandschaft ausgemalt. Auf der Rückwand befindet sich die Szene, die dem Grab den Namen gab: ein Fischerboot im Meer. Auf einer anderen Wand sieht man einen Felsen, von dem ein nackter Schwimmer mit dem Kopf nach unten ins Wasser springt. Am Ufer vor dem Fischerboot, auf der rechten Seite, sieht man einen Mann mit einer Steinschleuder, der auf Vogeljagd ist. Auf allen Wänden sieht man Gruppen von Vögeln. Im Wasser schwimmt ein Delphin. Über der Meeresszene, im Giebel unter der Kammerdecke, findet sich eine Bankettszene. Zentrum ist ein liegendes Ehepaar. Daneben sind nackte Diener und Musikanten dargestellt.
Zusammen mit der Tomba del Fiore di Loto und der Tomba 3098 ist das Grab wahrscheinlich von derselben Werkstatt ausgemalt worden.